# ヴィンチェンツォ・カンピ
ヴィンチェンツォ・カンピ（Vincenzo Campi、1530年か1535年、または1536年生まれ、1591年10月3日没）は、イタリアの画家である。クレモナで働き、宗教画や風俗画、静物画も描いた。

## 略歴
クレモナで生まれた。父親のガレアッツォ・カンピ（1470年代後半生まれ–1536年没）はフェラーラ派の画家ボッカチオ・ボッカチーノに学んだ画家で、兄のジュリオ・カンピ（c.1502-1572)とアントニオ・カンピ（c.1522–1587) も画家になった。兄のジュリオ・カンピから絵を学んだ。
オーストリアのルドルフ王子（1552-1612）とエルンスト王子（1553-1595）を描いた肖像画がヴィンチェンツォ・カンピの知られている最も初期の作品とされ、王子たちがクレモナにいた1563年に描かれたと考えられている。1568年には、親類であるかもしれないベルナルディーノ・カンピ（1522–1591）の助手としてソンチーノで働いたと言われている。
1573年に、クレモナ大聖堂のクワイアに壁画を制作した。1573年に彼自身の工房を開いた。ピーテル・アールツェン（c.1508-1575）やヨアヒム・ブーケラール（1530-1575）といったフランドルの画家の作品から影響を受けて、市場を描いた風俗画、静物画などを1575年ころから多く描いたことで知られている。
宗教画の分野でも1586年から1587年にかけて、兄のアントニオ・カンピと共同で描いた、ミラノのサン・パオロ・コンヴェルソ教会(Chiesa di San Paolo Converso)の天井画などの作品がある。

## 作品

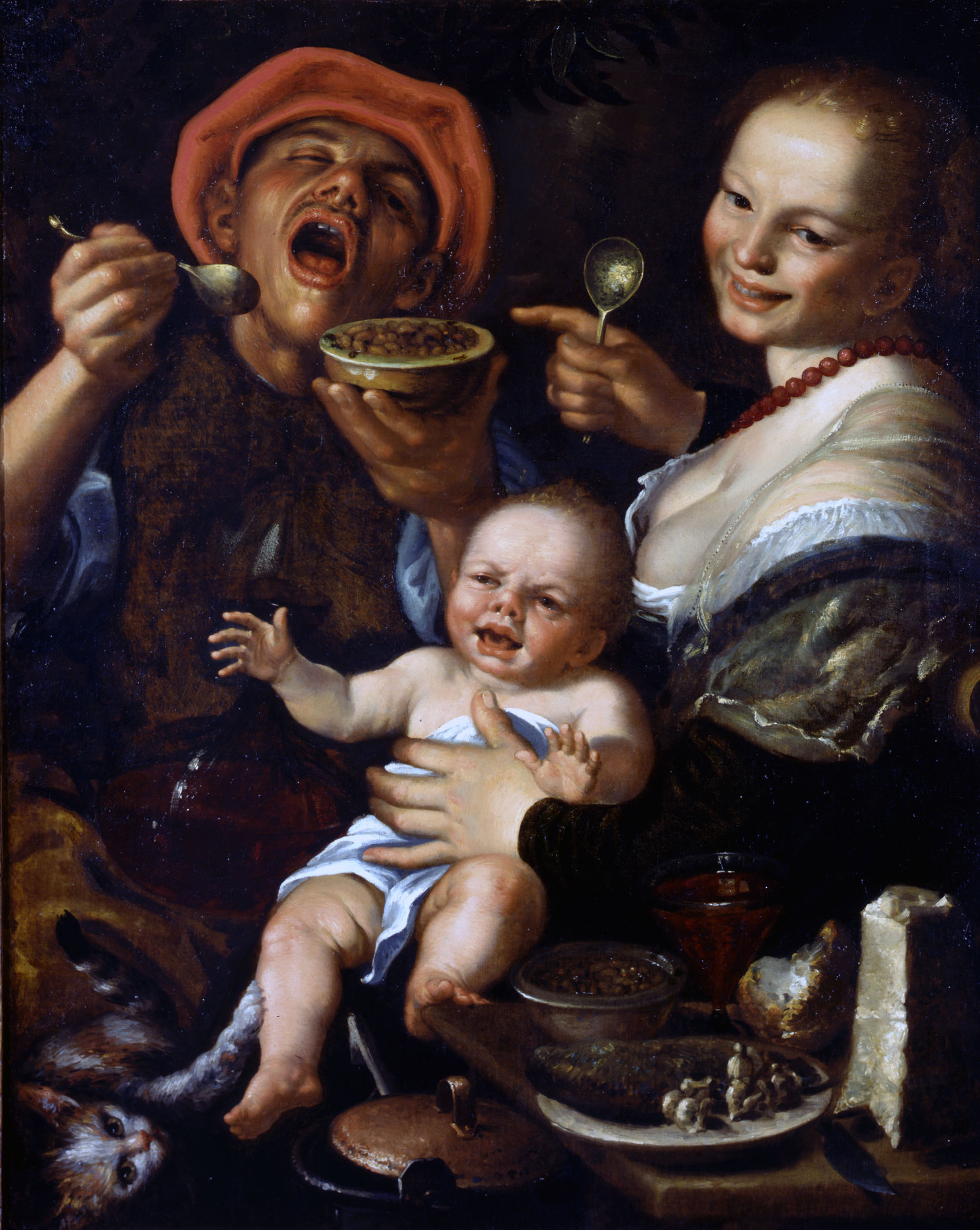
豆を食べる人たち (1580s)
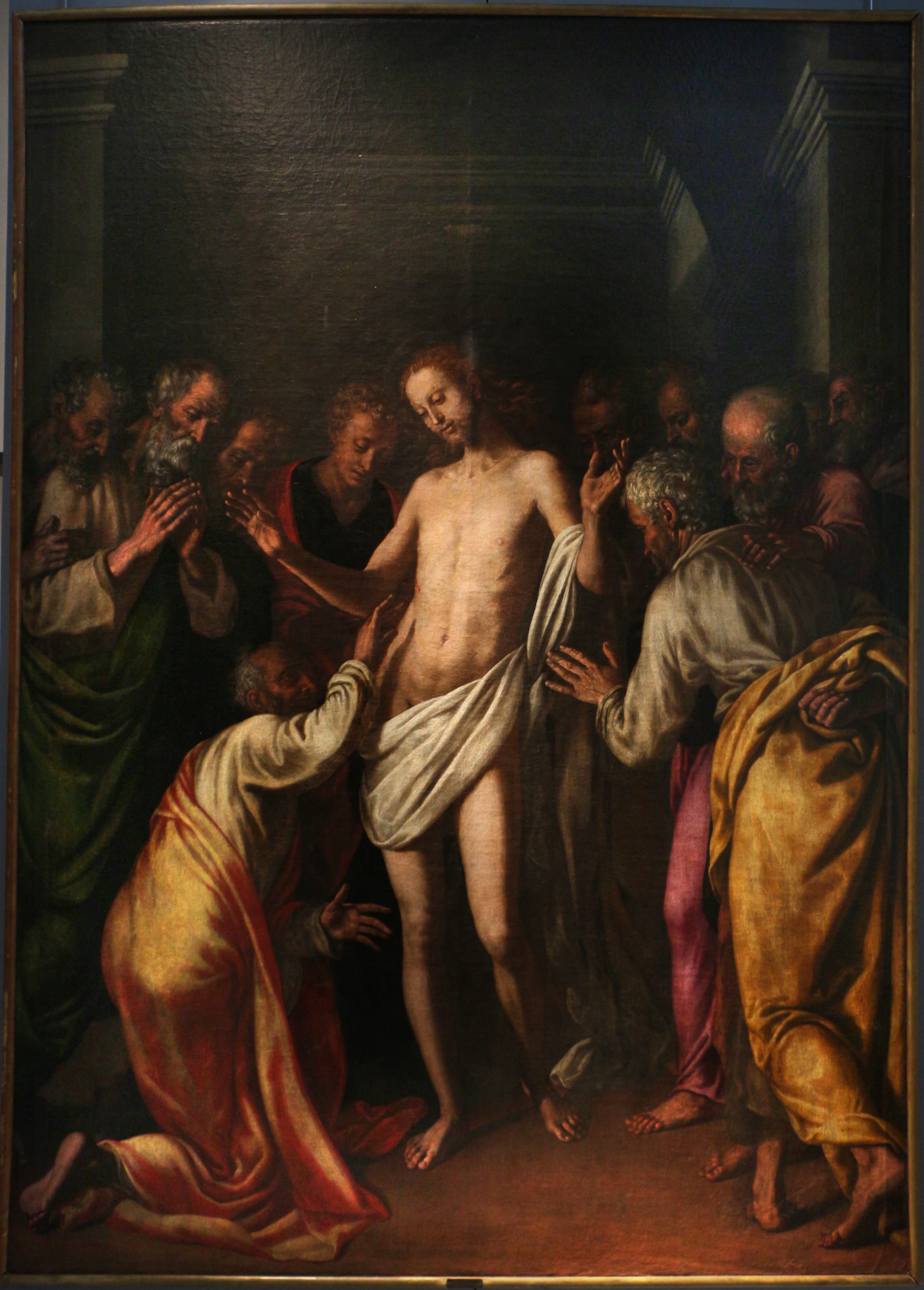
『聖トマスの不信』 アラ・ポンツォーネ侯爵の宮殿
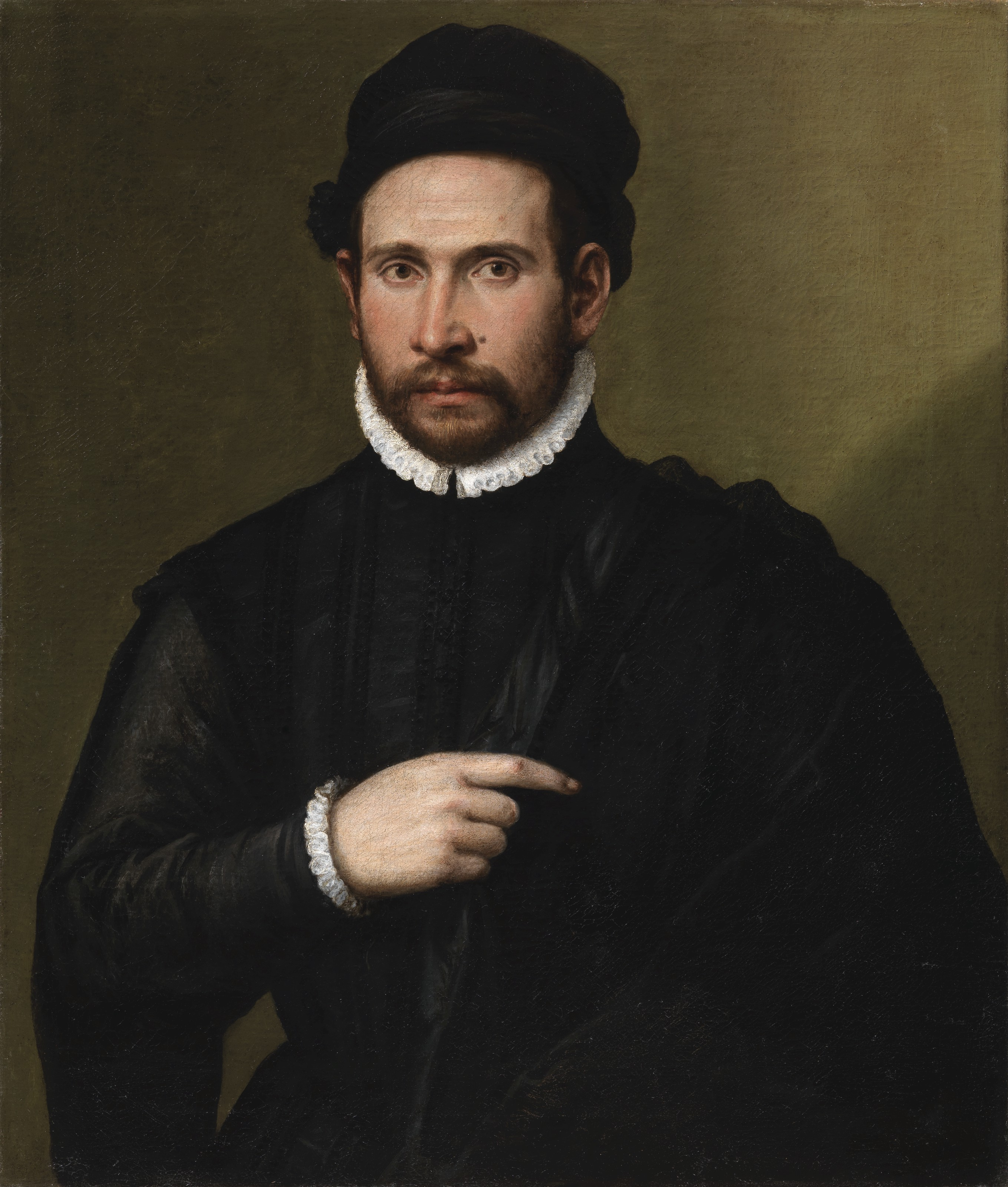
肖像画
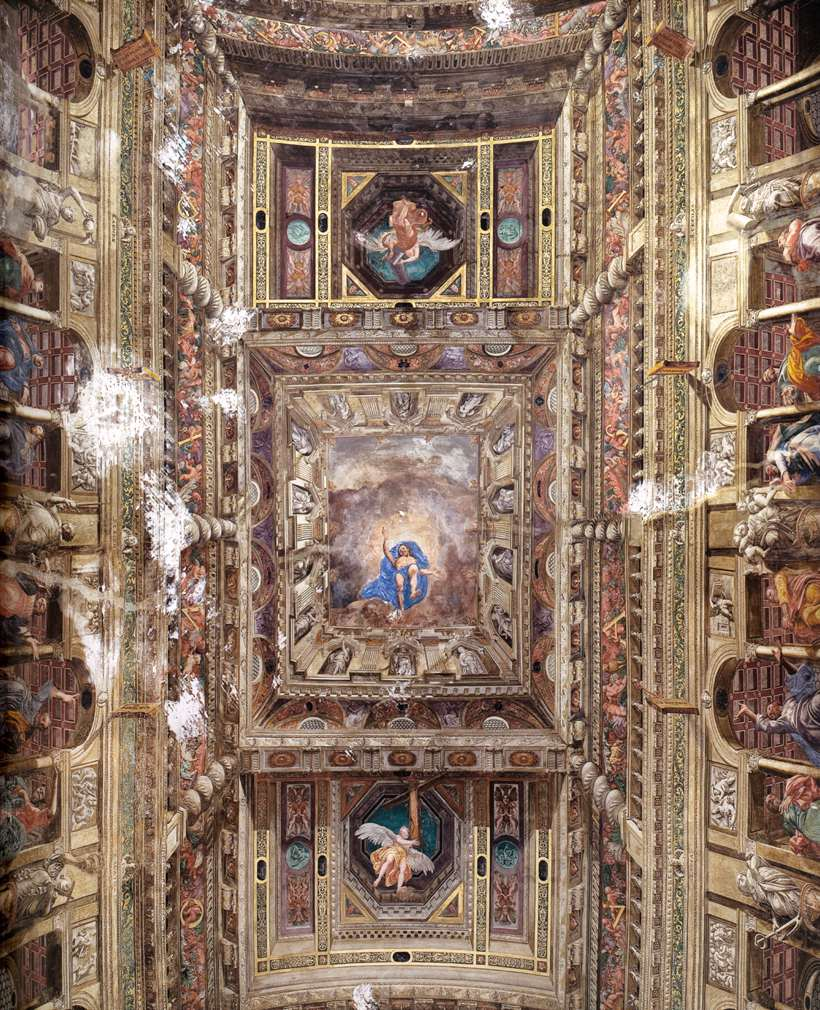
サン・パオロ・コンヴェルソ教会の天井画(1588)

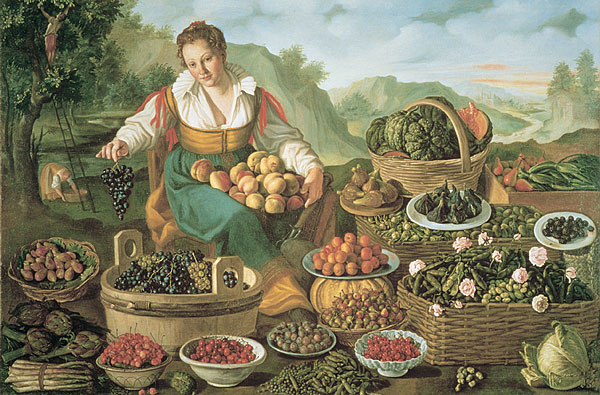
果物売り
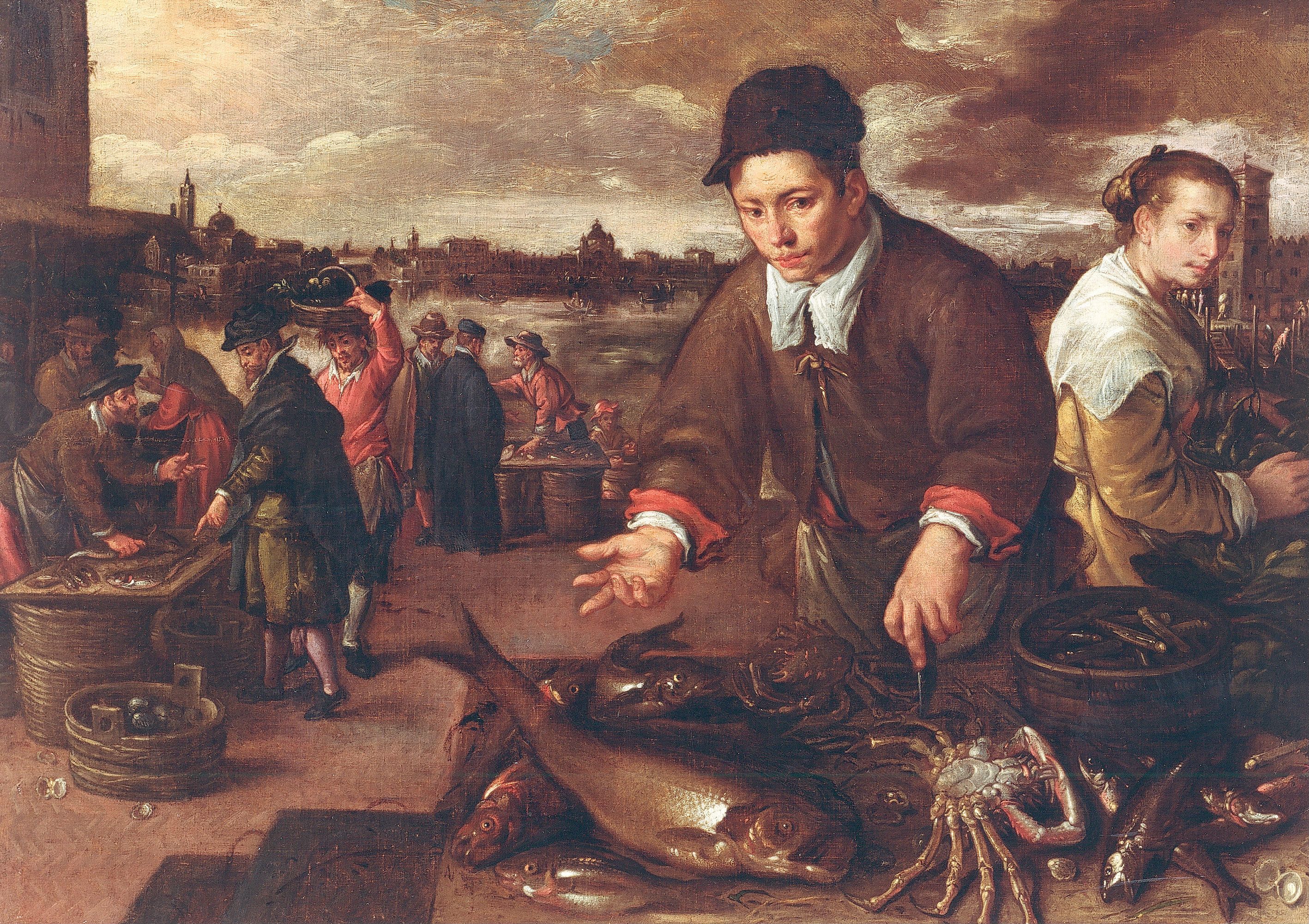
魚屋 St. Paul's Church, Antwerp
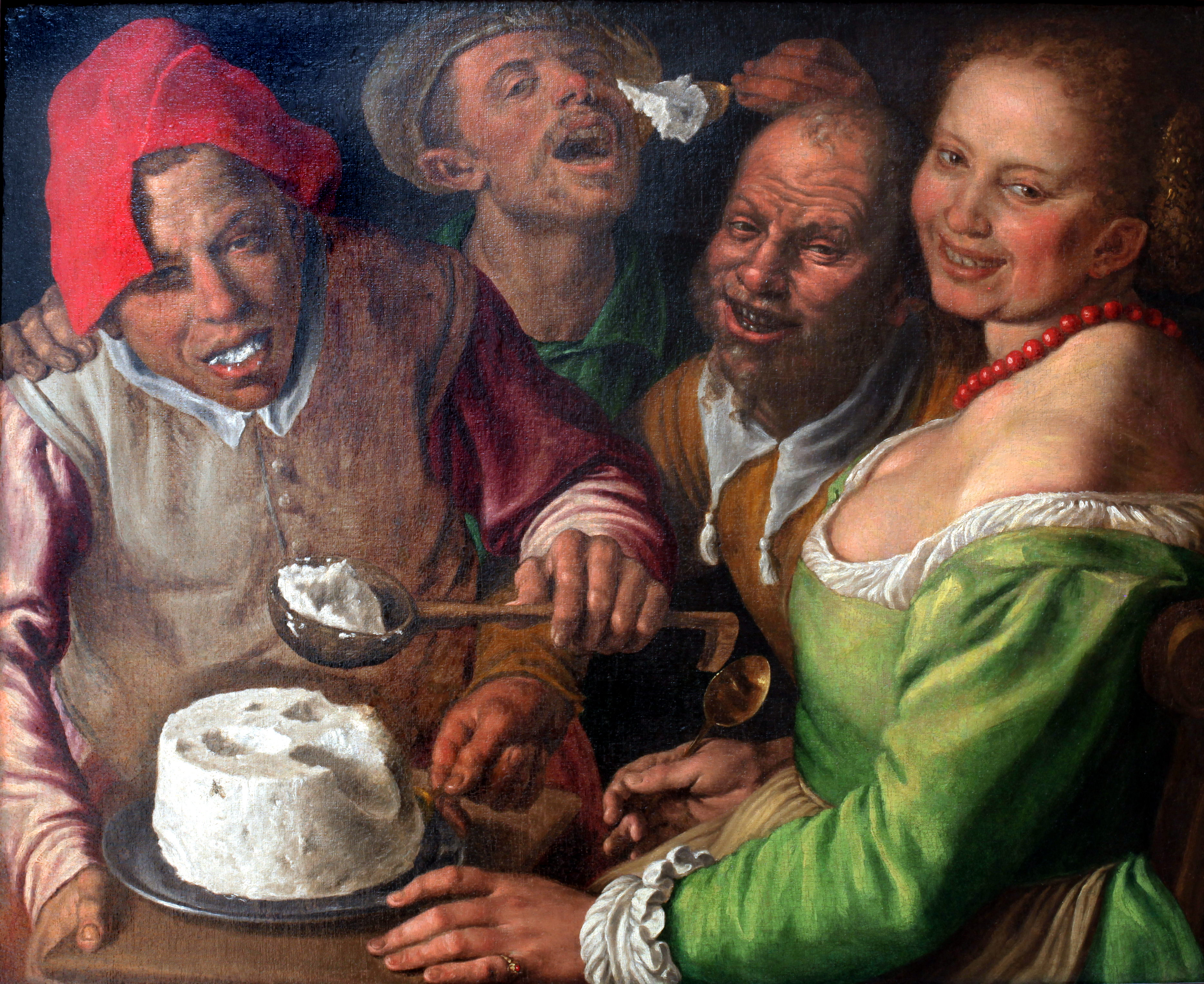
リコッタを食べる人々 リヨン美術館